# Rhektophyllum
Genre
Synonymes
- Alocasiophyllum Engl.[2]
- genre Cercestis Schott (préféré par BioLib)[2]
- Rhektophyllum N.E. Br.[2]

Rhektophyllum N.E. Br. est un genre de plantes appartenant à la famille des Araceae, décrit par Nicholas Edward Brown en 1882.

## Liste d'espèces
Selon BioLib (24 juillet 2017) :
- Cercestis afzelii Schott
- Cercestis camerunensis (Ntépé-Nyamè) Bogner
- Cercestis congoensis Engl.
- Cercestis dinklagei Engl.
- Cercestis hepperi Jongkind
- Cercestis ivorensis A. Chev.
- Cercestis kamerunianus (Engl.) N.E. Br.
- Cercestis mirabilis (N.E. Br.) Bogner
- Cercestis sagittatus Engl.
- Cercestis taiensis Bogner & Knecht

Selon GRIN (24 juillet 2017) :
- Cercestis congensis Engl.
- Cercestis mirabilis (N. E. Br.) Bogner

Selon NCBI (24 juillet 2017) :
- Cercestis mirabilis

Selon Tropicos (24 juillet 2017) (Attention liste brute contenant possiblement des synonymes) :
- Rhektophyllum camerunense Ntepe-Nyame
- Rhektophyllum congense De Wild. & T. Durand
- Rhektophyllum mirabile N.E. Br.